# Афендики
Афендики (укр. Афендики) — дворянский род (указ Герольдии от 10 февраля 1819 г. № 515).
Семен Афендик принадлежал к нации Молдавской, по грамоте Господаря земли Молдавской 29 июня 1704 года владел в той земле доставшимся ему от предков многими деревнями, которые потом оставил и по вызову императора Петра I в 1711 году перешёл на службу в Россию, где служил полковником в Волоском корпусе.
Потомство Семена Афендика, паркалаба Сороцкого (1704).
- Иван Корнилиевич Афендик (1776 — 1851) — в 1832—1837 гг. вице-губернатор волынский и 1837—1838 г. вице-губернатор псковский.

## Описание герба
В золотом поле соединённые рассечением полу-лев и белый полу-орёл с крестом в лапе, сопровождаемые сверху короною; нашлемник: вооружённая мечом рука.